# Giáo hoàng Clêmentê VI
Clêmentê VI (Latinh: Clemens VI) là vị giáo hoàng thứ 198 của giáo hội công giáo. Theo niên giám tòa thánh năm 1806 thì ông đắc cử Giáo hoàng năm 1342 và ở ngôi Giáo hoàng trong 10 năm 7 tháng. Niên giám tòa thánh năm 2003 xác định ông đắc cử Giáo hoàng ngày 7 tháng 5 năm 1342, ngày khai mạc chức vụ mục tử đoàn chiên chúa là ngày 19 tháng 5 và ngày kết thúc triều đại của ông là ngày 6 tháng 12 năm 1352.

## Trước khi thành giáo hoàng
Giáo hoàng Clemens VI sinh tại Maumont, Pháp vào khoảng năm 1290 hoặc 1291 với tên là Piere Roger de Beaufort. Ông là con trai của hiệp sĩ Limousin. Ông là đan sĩ Bênêđictô ở Chaise- Dieu, học tại Paris.
Là giáo sư chuyên khoa thần học và thông thạo về một nền văn hóa lớn vừa cổ điển vừa linh thánh, ông nhanh chóng có tiếng là nhà thuyết giảng tài ba.
Ông được coi là người học thức và đức hạnh, là một người tuy nghiêm khắc nhưng rất quảng đại. Năm 1326, ông trở thành viện phụ của Fécamp rồi Giám mục của Rouen năm 1330.
Ông là cố vấn và nhiều lần là đại sứ của Philippe VI Anh và ở Avignon. Năm 1329, ông là phát ngôn viên của hàng giáo sĩ ở hội nghị Vincennes về các quyền tài phán của giáo hội.
Năm 1333, ông được Gioan XXII giao trọng tách hô hào thập tựu chinh. Là hồng y thánh hiệu thánh Nêrê và Achilê.

## Giáo hoàng
Ông được bầu làm Giáo hoàng ngày 7 tháng 5 năm 1342.

### Cái chết đen
Nạn dịch hạch đen năm 1348-1349 tàn phá khắp châu Âu, giết hại trên 40 triệu người. Giáo hoàng Clement VI đã ra tay cứu trợ các bệnh nhân nhất là ở Avignon, nơi có tới 62.000 người mắc bệnh.
Ông ở lại Avignon vào giữa trận dịch. Sau ôn dịch là nạn đói, rồi khủng hoảng kinh tế xã hội, đến cuộc bắt bớ người Do Thái. Ông đã bảo vệ người Do Thái. Cuộc nội chiến xâu xé nước Ý. Thành Roma vắng Giáo hoàng càng tồi tệ, tan hoang.
Tháng 10 năm 1349, Giáo hoàng Clement VI đã phải ban lệnh bãi bỏ việc những nhóm người sám hối đi khắp phố phường tự đánh phạt mình để van nài ơn thương xót Chúa, nhất là trong thời chiến tranh ôn dịch do pha lẫn nhiều hành động quá khích, cuồng nhiệt, dị đoan. Những nhóm này xuất hiện đầu tiên vào những năm 1260-1261 và sau đó có mặt ở khắp Chấu Âu.

### Năm thánh 1350
Năm 1343, một đoàn đại biểu từ Rôma đi Avignon (Pháp) gặp Clêmentê VI (1342-1352) đang cư ngụ tại đây, để xin có một năm Thánh đặc biệt vào năm 1350. Lời yêu cầu này dựa theo truyền thống của đạo Do thái được ghi lại trong sách Lêvi là cứ sau 49 năm thì năm thứ 50 là Năm Hồng Ân.
Một lý do khác của việc phái đoàn Rôma xin mở Năm Thánh, đó là thành phố Rôma đang gặp khó khăn chồng chất do việc vắng mặt Giáo hoàng quá lâu và họ hy vọng rằng biến cố Năm Thánh sẽ tạo một cơ hội thuận tiện cho Đức Thánh Cha trở lại Rôma.
Đức Clêmentê VI đồng ý mở Năm Thánh 1350 và ban hành ơn toàn xá cho những tín hữu nào đến viếng mộ Thánh Phêrô và Phaolô cũng như viếng Đền thờ Gioan Latêranô. Việc mở năm tòa xá được giảm từ 100 năm xuống còn 50 năm. Tuy nhiên, vì lý do chính trị, ông không thể trở về Rôma. Do đó, có thể nói rằng Năm Thánh 1350 là Năm Thánh không có Giáo hoàng.

### Cai quản giáo hội
Clêmentê VI đã giữ một vai trò quan trọng trong việc cai quản giáo hôi và cho triều đình Giáo hoàng giữ một vẻ huy hoàng chưa từng có. Ông củng cố chế độ Giáo hoàng và làm nặng thêm chế độ thuế khóa. Với một khoảng thời gian ngắn ngủi ông đã phung phí sạch kho tài sản do đấng tiền nhiệm dày công tích luỹ.
Năm 1348, đức Clemente VI mua thành phố này với giá 80.000 phật lăng (năm 1791 cách mạng Pháp truất hữu). Bảy vị Giáo hoàng Avignon, đều quốc tịch Pháp; 113 trong số 134 hồng y thời Avigon là người Pháp. Cạnh đấy, Tòa thánh có khu đất Comtat Venaissin từ năm 1274. Avignon và Comtat Venaissin thuộc quyền Tòa thánh cho đến năm 1791, năm nổ ra cuộc đại cách mạng Pháp.

### Vai trò trung gian
Clement VI còn là một nhà ngoại giao nổi tiếng. Ông là vị Giáo hoàng cuối cùng giữ vai trò rất bị tranh cãi, của một trọng tài trong các công việc của châu Âu. Ông thử đem lại sự hòa bình giữa Anh và Pháp nhưng vô ích.
Ông cũng thất bại trong vụ làm trung gian giữa Aragnon và Majorca. Ban đầu ông ủng hộ Cola di Rienzo ở Rôma nhưng về sau thì không, khi mà Cola di Rienzo đi đến một chế độ cai trị dân chúng thái quá và các gia đình quý tộc tổ chức nổi loạn, Cola di Rienzo bị bắt và giải đến Đức Giáo hoàng ở Avignon thì Đức Giáo hoàng đã dứt phép thông công và tống ngục ông ta.
Ngoài ra, Clêmentê VI còn là một nhà giảng thuyết trứ danh, ưa thích văn nghệ. Nhưng ông đã để lại một chế độ gia đình trị được cho là quá đáng: bốn trong các cháu của ông là Hồng y – một là Giáo hoàng Grêgôriô XI, và một sẽ là tổng Giám mục. Một người cháu khác làm nguyên soái của giáo hội. Tuy nhiên, chính sách gia đình trị này cũng được thể hiện tinh vi đến nỗi em ông là Hugues Roger de Beufort tuy được bầu làm Giáo hoàng năm 1352 nhưng đã từ khước chiếc mũ ba tầng vì "khiêm nhường".